# Баринов, Игорь (футболист)
И́горь Ба́ринов (латыш. Igors Barinovs; 1 июня 1994, Елгава) — латвийский футболист, защитник клуба «Рижская футбольная школа».

## Карьера
Воспитанник елгавского футбола, в 2009 году Игорь Баринов в рядах вентспилсского клуба «Транзит» дебютировал в Высшей лиге Латвии. После реорганизации «Транзита» в дубль «Вентспилса» в межсезонье 2010/11, он продолжил выступать за него.
В июле 2012 года Игорь Баринов был отдан в аренду «Елгаве» до конца сезона. В начале 2013 года Игорь Баринов покинул «Вентспилс» и присоединился к «Юрмале», однако, не проведя ни одной игры за основную команду, летом того же года он перешёл в «Елгаву».